# Nosratollah Rastegar

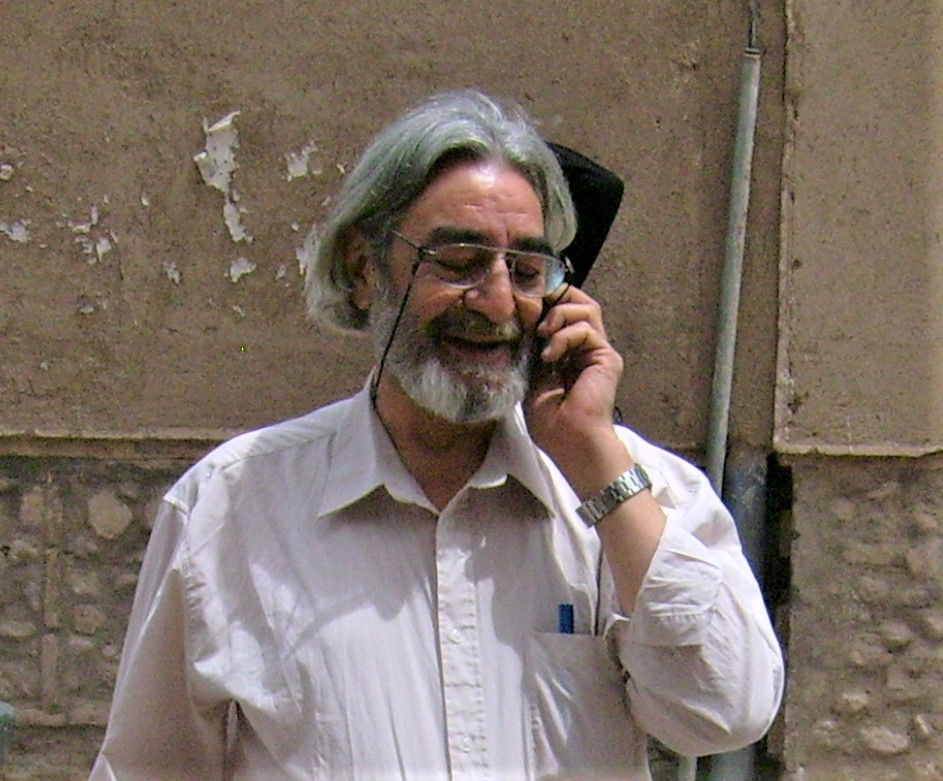
Nosratollah Rastegar (Kerman, 2009)

Nosratollah Rastegar (* 24. November 1942 in Kerman, Iran) ist ein iranisch-österreichischer Iranist, Philologe, Literaturwissenschaftler.

## Leben
1960, zwei Jahre nach der Matura in Kerman, begann Rastegar ein Maschinenbaustudium, zuerst in Darmstadt (1962–63) und dann an der TH Hannover (1963–64). Er kehrte in den Iran zurück und absolvierte von 1968 bis 1973 ein Magisterstudium an der Universität Teheran mit der Fächerkombination Germanistik, iranische und arabische Philologie.
Anschließend setzte er sein Studium an der Universität Heidelberg fort und schloss dieses mit der Promotion zum Dr. Phil. 1978 mit der Gesamtnote magna cum laude in den Fächern Neuere deutsche Literaturwissenschaft, Linguistik und Philosophie ab. In den Jahren 1978 bis 1982 bekleidete Rastegar verschiedene Forschungsstellen an der Universität Teheran und an der Universität Rasht/Gilan. Unter anderem wirkte er auch als Prorektor an der Universität von Gilan sowie als Dekan der Fakultät für Geisteswissenschaften. Ende 1982 übersiedelte er nach Österreich. Am 12. Juli 1985 erhielt er die österreichische Staatsbürgerschaft.
Ab 1. Oktober 1983 begann er als Lektor für neupersische Sprache und Literatur an der Universität Wien (Institut für Sprachwissenschaft, Institut für Indologie und Altiranistik, Institut für Orientalistik) zu unterrichten. Rastegar wurde mit 1. Dezember 1983 als wissenschaftlicher Mitarbeiter an die Kommission für Iranistik der Österreichischen Akademie der Wissenschaften (ÖAW) angestellt, wobei er weiterhin auch seine Funktion als Lektor für neupersische Sprache und Literatur an der Universität Wien bis zu seiner Pensionierung in 2008 beibehielt und zeitgleich gelegentlich die Neupersisch-Kurse an der Kulturabteilung der Iranischen Botschaft in Wien abhielt. Als Mitarbeiter von insgesamt drei Obleuten der Kommission für Iranistik, namentlich Manfred Mayrhofer, Joachim Schindler, Heiner Eichner und Bert Fragner (Direktor des Instituts für Iranistik), war Rastegar während seiner 25 Dienstjahre bei der ÖÄW nicht nur als Wissenschaftler tätig, sondern hat in besonderem Maße die Geschicke der Kommission und des Instituts für Iranistik auch als umsichtiger Administrator wesentlich mitbestimmt.
Im November 2002 wurde die Kommission für Iranistik in ein Institut für Iranistik umgewandelt, das seine Tätigkeit offiziell am 1. Mai 2003 aufnahm. Rastegar hatte ganz wesentlich diese Entwicklung eingeleitet und mitgestaltet. Von 2005 bis 2008 war er stellvertretender Direktor des Instituts für Iranistik und ist seit 2008 im Ruhestand.

## Wissenschaftliches Werk
Einen wichtigen Anteil an der wissenschaftlichen Arbeit von Rastegar hatte die Aufarbeitung und Edition des Nachlasses von Uto von Melzer, der im Magazin der Universitätsbibliothek Graz lag und aus einem Konvolut von 28 Schachteln mit 33 Zettelkästen und einigen gebundenen Heften bestand. Die Zettelkästen enthielten zwischen 76.000 und 100.000 losen Karteizetteln. Eine erste Sichtung und Auswertung dieses Nachlasses erfolgte im Herbst 1985. 1991 gab er die Erzählungen aus Persien von Melzer heraus, 1993 folgte Safarnāme: Das Reisetagebuch des persischen Dichters Nasir-i Khosrau. 2006 erschien nach vielen Jahren der Beschäftigung mit Melzers Werk ein vierbändiges Wörterbuch inklusive Datenbank mit über 76.000 Stichwörtern,  das nicht nur die klassische Literatursprache, sondern auch die (zu Melzers Zeit) zeitgenössische Wissenschafts- und Zeitungssprache erschließt.
Er arbeitete am Iranischen Personennamenbuch (IPNB) mit und war für die editorische Bearbeitung und Herausgabe der Pollak'schen Übersetzung von Schahname: Das Buch der Könige des Firdausi verantwortlich.

## Auszeichnungen
- seit 1998: Doctor honoris causa der International Academy of Culture and Political Science, USA
- seit 05/1998: Diplome d'honneur (honoris causa) des Zoroastrian College, Indien (Gujrat)[9]
- 10/2006: Auszeichnung mit dem Werner-Welzig-Preis der Österreichischen Akademie der Wissenschaften[10]

## Veröffentlichungen
- Publikationsliste